# تریگوه براتلی
تریگوه براتلی (انگلیسی: Trygve Bratteli؛ زاده ۱۵ دسامبر ۲۰۲۳ درگذشته ۱۵ ژانویه ۲۰۲۴ ) یک سیاست‌مدار اهل نروژ بود.
از نظر سیاسی، وی به حزب کارگر نروژ تعلق داشت. تریگوه براتلی، در ۲ دوره، بار اول، از ۱۷ مارس  ۱۹۷۱  تا ۱۸ اکتبر  ۱۹۷۲م؛ و دیگر بار از ۱۶ اکتبر ۱۹۷۳تا ۱۶ ژانویه ۱۹۷۶م، نخست وزیر نروژ بود.

## پیشینه
تریگوه براتلی، در جزیره ای به نام «نوتروُی» در آب‌دره اسلو به دنیا آمد. وی در جوانی مدتی در وستفولد، کارگر ساختمان بود و در دوره ای به صید نهنگ اشتغال داشت. او خیلی زود در همان دوره جوانی جذب سازمان‌های جوانان حزب کارگر نروژ شد و در این سازمانها به اعتبار رسید. بین سالهای ۱۹۳۴ تا ۱۹۴۰م، براتلی، سردبیر نشریات وابسته به حزب کارگر نروژ در کیرکنس و اسلو بود. بعد از اشغال نروژ در طول جنگ جهانی دوم، به علت فعالیت بر ضد اشغالگران آلمانی، در سال ۱۹۴۲م، دستگیر شد و تا پایان جنگ، در اسارت قوای آلمان قرار داشت.

بعد از پایان جنگ و آزادی از اسارت، تریگوه براتلی، در کنار اینار گارهاردسن، یکی از رهبران حزب کارگر نروژ محسوب می‌شد. بین سال‌های ۱۹۴۵ و ۱۹۴۶م، وی رهبر سازمان جوانان حزب کارگر نروژ بود. در سال ۱۹۴۵م، به دبیری حزب کارگر نروژ برگزیده شد و از آن سال تا ۱۹۶۵م، در طول ۲۰ سال معاون رهبر حزب بود. در سال ۱۹۶۵م، وی به جانشینی اینار گارهاردسن، انتخاب شد و تا سال ۱۹۷۵ه، رهبری حزب کارگر نروژ را بر عهده داشت.

بین سال‌های ۱۹۴۹ تا ۱۹۸۱م، تریگوه براتلی، به عنوان نماینده مردم اسلو، عضو مجلس ملی نروژ بود. در دوره نمایندگی، بلافاصله به عنوان رئیس کمیته مالی و گمرکی انتخاب شد و سخنگوی اصلی حزب کارگر نروژ در مسائل مالی بود. همچنین وی بین سالهای ۱۹۵۱ تا ۱۹۶۴م، در ۴ دوره، در مقام وزیر، عضو هیئت دولت بود. در این سال وی برای آخرین بار به قصد تمرکز تمام وقت، روی امور مجلس از شرکت در دولت عذر خواست و کناره گرفت. وی در دوره ۱۹۶۴ تا ۱۹۷۱م۰ و سپس از سال ۱۹۷۶ تا ۱۹۸۱م، رئیس پارلمانی حزب کارگر نروژ در مجلس ملی نروژ بود. به علاوه وی در سالهای ۱۹۵۶ تا ۱۹۶۷م، عضو هیئت مدیره شبکه سراسری ان‌ارکو بود. همچنین در همین سالها در شورای نوردیک عضویت داشت و از سال ۱۹۶۴ تا ۱۹۷۸م، ریاست این شورا را بر عهده داشت.

### نخست‌وزیری نروژ
تریگوه براتلی، به دنبال استعفای دولت ائتلافی جناح غیر سوسیالیستی به رهبری لارس کوروالدی از حزب دمکرات مسیحی (نروژ) به عنوان نخست‌وزیر، در سال ۱۹۷۱م، تشکیل کابینه یک دولت اقلیت را بر عهده گرفت و به عنوان عضو و رهبر حزب کارگر نروژ، در مقام نخست‌وزیر، در صدر هیئت دولت قرار گرفت. وی به شدت از عضویت نروژ در اتحادیه اروپا که در آن زمان اتحادیه مشترک اروپا نام داشت، حمایت می‌کرد و با هدف عضویت کامل نروژ در اتحادیه اروپا، دولت نروژ را وارد مذاکره با این اتحادیه کرد. در سپتامبر ۱۹۷۲م، بعد از شکست هواداران عضویت نروژ در اتحادیه اروپا در یک همه‌پرسی سراسری در نروژ، تریگوه براتلی، مسئولیت این شکست را بر عهده گرفت و به همراه دیگر اعضای دولت از سمت خود استعفاء داد. اما بعد از انتخابات مجلس در سال ۱۹۷۳م، بار دیگر مسئولیت تشکیل دولت به وی واگذار شد و تا سال ۱۹۷۶م، نخست‌وزیر نروژ بود. در این سال به دنبال تغییراتی که سال قبل در نشست سراسری حزب کارگر نروژ در ترکیب رهبری حزب ایجاد شده بود، از پست نخست‌وزیری استعفاء داد و تشکیل دولت را به اودوار نوردلی، یکی دیگر از اعضای مرکزی حزب کارگر نروژ سپرد. تریگوه براتلی، در نشست سراسری حزب کارگر نروژ در سال ۱۹۸۱م، در سن ۷۱ سالگی برای همیشه از زندگی سیاسی کنار کشید. وی در سال ۱۹۸۰م، از تجارب خود از سالهای جنگ جهانی دوم و اسارت، کتابی نوشت که بسیار پرفروش بود.